# India en los Juegos Olímpicos de Los Ángeles 1984
India estuvo representada en los Juegos Olímpicos de Los Ángeles 1984 por un total de 48 deportistas, 42 hombres y 6 mujeres, que compitieron en 7 deportes.
El portador de la bandera en la ceremonia de apertura fue el jugador de hockey sobre hierba Zafar Iqbal. El equipo olímpico indio no obtuvo ninguna medalla en estos Juegos.